# Fritz Ritter (Fußballspieler)
Fritz Ritter (* 15. Februar 1920) war ein deutscher Fußballtorwart, der von den 1930er bis zu den 1950er Jahren in Dresden aktiv war.

## Sportliche Laufbahn
Ritter begann seine Karriere 1931 beim VfL Reichsbahn Dresden. Von 1941 bis 1944 spielte er dort in der 1. Männermannschaft, zuletzt in der Gauliga Sachsen. Nach Ende des Zweiten Weltkriegs schloss sich Ritter der SG Dresden-Mickten an. 1949 gewann er mit Mickten den sächsischen Fußballpokal, 1950 die sächsische Meisterschaft. Als Meister nahm die SG Mickten an den Aufstiegsspielen zur DDR-Oberliga teil. Mitten in den Aufstiegsspielen wurde die SG Mickten der Betriebssportgemeinschaft (BSG) Sachsenverlag Dresden angeschlossen. Die Fußballmannschaft gewann die Aufstiegsrunde mit Fritz Ritter und spielte damit 1950/51 in der Oberliga, der höchsten Spielklasse im DDR-Fußball. Dort trat sie unter dem neuen Namen BSG Rotation an.
Bis zur Saison 1953/54 war Ritter Stammtorwart der BSG Rotation. Von den 130 Punktspielen in den vier Spielzeiten bestritt er 123 Partien. Danach wurde er zuerst von Günter Schiemack, später von Wolfgang Großstück abgelöst. Beim Nachfolgeclub SC Einheit Dresden wurde Ritter noch bis 1957 in 24 Meisterschaftsspielen der Oberliga eingesetzt, sodass er schließlich auf 147 Oberligaspiele kam. Sein letztes Oberligaspiel bestritt Ritter am 1. Dezember 1957, dem letzten Spieltag der Saison (Kalenderjahrsaison) in der Begegnung SC Turbine Erfurt – SC Einheit Dresden (3:3). Mit fast 38 Jahren wechselte Ritter anschließend zur BSG Turbine Dresden in die Kreisklasse Dresden. Gleich in seiner ersten Saison 1958 verhalf er der BSG Turbine zum Aufstieg in die viertklassige Bezirksklasse Dresden. Turbine Dresden war die letzte Station in Ritters Fußballerlaufbahn.